# 1951 Lick
1951 Lick è un asteroide areosecante del diametro medio di circa 5,57 km. Scoperto nel 1949, presenta un'orbita caratterizzata da un semiasse maggiore pari a 1,3904349 UA e da un'eccentricità di 0,0615861, inclinata di 39,09134° rispetto all'eclittica.